# Баронвиль
Баронвиль (фр. Baronville) — коммуна на северо-востоке Франции, регион Гранд-Эст (бывший Эльзас — Шампань — Арденны — Лотарингия), департамент Мозель. Относится к кантону Гротенкен. 

## Географическое положение
Баронвиль расположен в 320 км к востоку от Парижа и в 38 км к востоку от Меца.

## История
- Деревня была поделена между епископальным кастеляном Абуданжа и сеньоратом Моранжа.

## Демография
По переписи 2011 года в коммуне проживало 410 человек.

## Достопримечательности
- Церковь в романском стиле XII века, разрушена в 1850 году.
- Церковь Вознесения (1857), пьета XV века.